# Josef Flegl
Josef Flegl (* 7. Dezember 1881 in Horschitz; † 7. Mai 1962 in Prag) war ein tschechischer Komponist, Cellist und Musikpädagoge.

## Leben
Josef Flegl studierte Cello und Klavier und war einige Zeit Cellist bei den Tschechischen Philharmonie. Später gründete er eine private Musikschule in Prag. Bekannt wurden vor allem seine Lehrwerke für Kinder. Daneben komponierte er auch u. a. von der Folklore aus dem Riesengebirge inspirierte Orchesterwerke.
Sein Bruder Václav Flegl war ebenfalls Komponist.

## Werke (Auswahl)
Polkas
- Dachovská polka
- Správná polka
- Domažlická polka
- Vilantická polka
- Mlynářská polka (deutsch Müller Polka)
- Naše česká polka (deutsch Unsere tschechische Polka)
- Národní polka (deutsch Nationalpolka)
- Sobotecká
- Švitořivá

Märsche
- Sláva Chodsku (deutsch Zur Ehre Chodenlands, englisch Hail to the Border Guards)[4]
- Národ sobě! (deutsch Die Nation für sich!)
- Unter Freunden (Konzertmarsch)
- Kaťuša (Russischer Marsch)
- 1914
- Polonéza z Hořicka (deutsch Polonaise in Hořicka)
- Pêle-mêle (Marsch-Potpourri aus traditionellen Liedern der Tschechoslowakei)
- Stříbrné ty žítko (deutsch Silbernes Schitkowa)
- Union-marche (op. 3)

Klavierstücke
- Obrázky pro děti (deutsch Kinder-Stücke; für Klavier zu zwei Händen in einfachem Stil)
- Od Čerchova k Jasině (deutsch Vom Schwarzkopf nach Jasině; 16 Tänze für Klavier zu zwei Händen in einfachem Stil)
- Perličky světových (deutsch Perlenwelt; Sammlung von Auszügen aus berühmten Opern für Klavier in einfachem Stil)
- První vánoce (deutsch Erste Weihnacht; einfache Stücke für junge Pianisten im Bereich von fünf Tönen mit Text)
- Valčík z opery Eugen Oněgin (deutsch Walzer aus der Oper Eugen Onegin; für Piano zu zwei Händen in einfachem Stil)
- Veselé Vánoce (deutsch Frohe Weihnachten; Mischung aus Weihnachtsliedern für Klavier in einfachem Stil)
- Vlasti (deutsch Heimat; für Klavier zu zwei Händen mit Text)
- Český ráj (deutsch Tschechisches Paradies; für Klavier zu vier Händen in einfachem Stil, für beide Spieler zwischen fünf oder sechs Tönen; op. 16)
- Čeští mistři XVIII. století (deutsch Tschechische Meister des 18. Jahrhunderts; Sammlung ausgewählter Klavierstücke von alten tschechischen Komponisten für Klavier zu zwei Händen)

Sonstige
- Hořické (12 Lieder und Tänze für Gesang mit Klavierbegleitung; op. 30)
- Kde domov můj (deutsch Wo ist meine Heimat?)
- Kozácké tance (deutsch Kosakentänze)
- Lola (Mazurka)
- Na dostihách (deutsch Beim Rennen; Galopp)
- Od Čerchova k Volze (deutsch Vom Schwarzkopf zur Wolga; tschechoslowakische und russische Volkstänze für eine oder zwei Violinen in der ersten Lage im einfachen Stil)
- Písnička Sázavy (deutsch Sázava-Lied; Walzer-Idylle)
- Romantikové (beliebte Melodien aus Opern und Liedern in einfachem Stil)
- Sen lásky (deutsch Liebestraum; Walzer)
- Slovanské operní album (deutsch Slowakisches Opern-Album; Ausschnitte aus beliebten Opern von Škroup, Smetana, Blodek, Tschaikowski und Zajc)
- Vánoční dětská fantasie (deutsch Weihnachts-Fantasie für Kinder; op. 22)